# Новогрязново
Новогрязно́во (рос. Новогрязново) — присілок у складі Митищинського міського округу Московської області, Росія.

## Населення
Населення — 32 особи (2010; 43 у 2002).
Національний склад (станом на 2002 рік):
- росіяни — 98 %